# Aloe cyrillei
Aloe cyrillei é uma espécie de liliopsida do gênero Aloe, pertencente à família Asphodelaceae.